# Jeff Ruland
Jeffrey Alan Ruland, detto Jeff (Bay Shore, 16 dicembre 1958), è un ex cestista e allenatore di pallacanestro statunitense, professionista nella NBA.

## Carriera
Venne selezionato dai Golden State Warriors al secondo giro del Draft NBA 1980 (25ª scelta assoluta).
Con gli Stati Uniti disputò le Universiadi di Città del Messico 1979.

## Statistiche

### NBA

#### Regular Season
| Anno      | Squadra            | PG  | PT  | MP   | TC%  | 3P%  | TL%  | RP   | AP  | PRP | SP  | PP   |
| --------- | ------------------ | --- | --- | ---- | ---- | ---- | ---- | ---- | --- | --- | --- | ---- |
| 1981-1982 | Washington Bullets | 82  | 0   | 27,0 | 56,1 | 33,3 | 75,2 | 9,3  | 1,6 | 0,5 | 0,7 | 14,4 |
| 1982-1983 | Washington Bullets | 79  | 47  | 36,2 | 55,2 | 33,3 | 68,9 | 11,0 | 3,0 | 0,9 | 1,0 | 19,4 |
| 1983-1984 | Washington Bullets | 75  | 75  | 41,1 | 57,9 | 14,3 | 73,3 | 12,3 | 3,9 | 0,9 | 1,0 | 22,2 |
| 1984-1985 | Washington Bullets | 37  | 36  | 38,8 | 56,9 | 0,0  | 68,5 | 11,1 | 4,4 | 0,8 | 0,7 | 18,9 |
| 1985-1986 | Washington Bullets | 30  | 24  | 37,1 | 55,4 | 0,0  | 72,5 | 10,7 | 5,3 | 0,8 | 0,8 | 19,0 |
| 1986-1987 | Philadelphia 76ers | 5   | 2   | 23,2 | 67,9 | -    | 75,0 | 5,6  | 2,0 | 0,0 | 0,8 | 9,4  |
| 1991-1992 | Philadelphia 76ers | 13  | 5   | 16,1 | 52,6 | -    | 68,8 | 3,6  | 0,4 | 0,5 | 0,3 | 3,9  |
| 1992-1993 | Detroit Pistons    | 11  | 0   | 5,0  | 45,5 | -    | 50,0 | 1,6  | 0,2 | 0,2 | 0,0 | 1,1  |
| Carriera  | Carriera           | 332 | 189 | 33,4 | 56,4 | 15,8 | 71,8 | 10,2 | 3,0 | 0,8 | 0,8 | 17,4 |

#### Playoffs
| Anno     | Squadra            | PG | PT | MP   | TC%  | 3P% | TL%  | RP   | AP  | PRP | SP  | PP   |
| -------- | ------------------ | -- | -- | ---- | ---- | --- | ---- | ---- | --- | --- | --- | ---- |
| 1982     | Washington Bullets | 7  | -  | 33,9 | 48,1 | 0,0 | 76,8 | 9,4  | 0,7 | 0,4 | 0,6 | 17,0 |
| 1984     | Washington Bullets | 4  | -  | 46,8 | 52,1 | 0,0 | 81,5 | 12,8 | 7,8 | 0,5 | 0,8 | 24,0 |
| 1985     | Washington Bullets | 4  | 3  | 40,5 | 59,6 | 0,0 | 70,0 | 8,5  | 5,3 | 2,3 | 1,0 | 17,5 |
| 1986     | Washington Bullets | 2  | 0  | 27,0 | 50,0 | -   | 82,4 | 6,0  | 5,0 | 0,0 | 1,0 | 14,0 |
| Carriera | Carriera           | 17 | 3  | 37,6 | 52,1 | 0,0 | 77,5 | 9,6  | 3,9 | 0,8 | 0,8 | 18,4 |

## Palmarès

### Squadra
- Liga catalana: 1

Barcellona: 1980

### Individuale
- McDonald's All-American Game (1977)
- NBA All-Rookie First Team (1982)
- NBA All-Star (1984)